# Dynastia askańska
Dynastia askańska – ród niemiecki panujący w Brandenburgii, Saksonii oraz kilku mniejszych księstwach: Saksonii-Lauenburgu, Anhalt. Od nazwy tego ostatniego nazywana także jako dynastia Anhalt. Jej przedstawicielka z linii Anhalt-Zerbst – Zofia Augusta Fryderyka – rządziła także pod imieniem Katarzyna II Wielka, jako imperatorka Rosji. Dynastia wzięła nazwę od łacińskiej nazwy miasta Aschersleben – Askania (lub też Ascharia).

## Dzieje

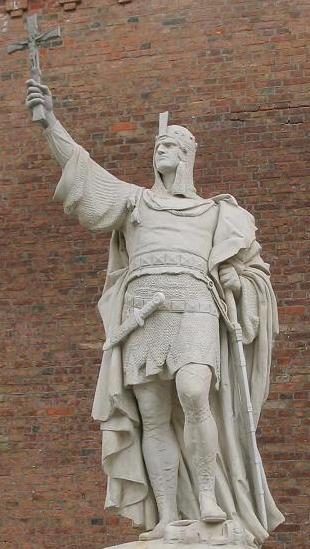
Pomnik Albrechta Niedźwiedzia. Spandau. Berlin

Założycielem dynastii był Albrecht Niedźwiedź (zm. 1170), syn Ottona hr. Ballenstaedt i Eiliki z rodu Billungów. W 1134 roku został margrabią Marchii Północnej, a od 1157 roku Brandenburgii. W XIII wieku ród podzielił się na kilka linii.
Najstarsza linia wywodzi się od Ottona I (zm. 1184), syna Albrechta Niedźwiedzia. Jego potomkowie rządzili w Brandenburgii. Po 1220 roku podzieliła się na dwie gałęzie: z Salzweldel i ze Stendal. Ostatecznie linia ta wygasła w 1320 roku na Henryku II. Brandenburgię przejęli Wittelsbachowie.

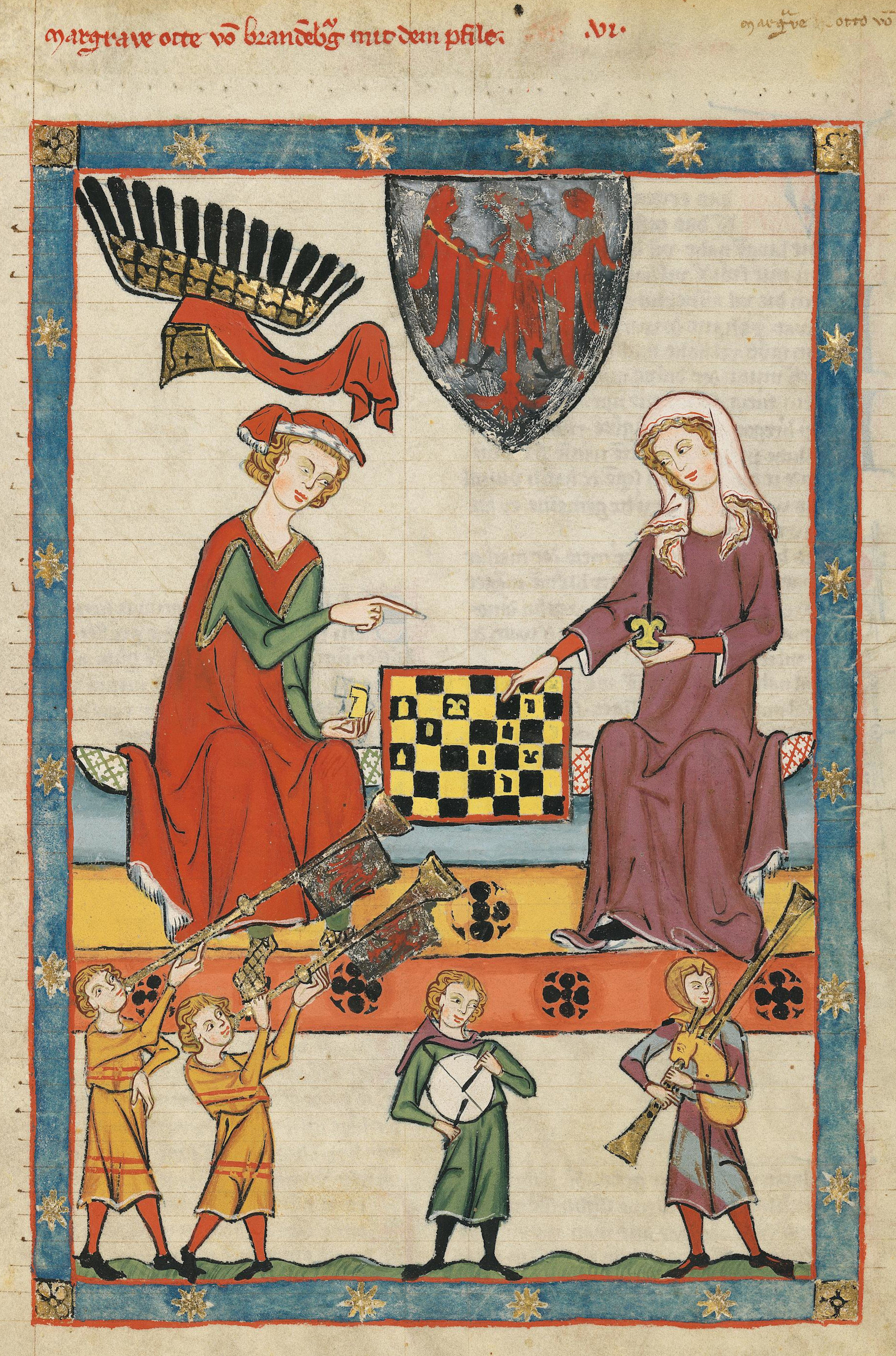
Margrabia brandenburski Otto IV (1266–1309), miniatura z Kodeksu Manesse, XIV w.

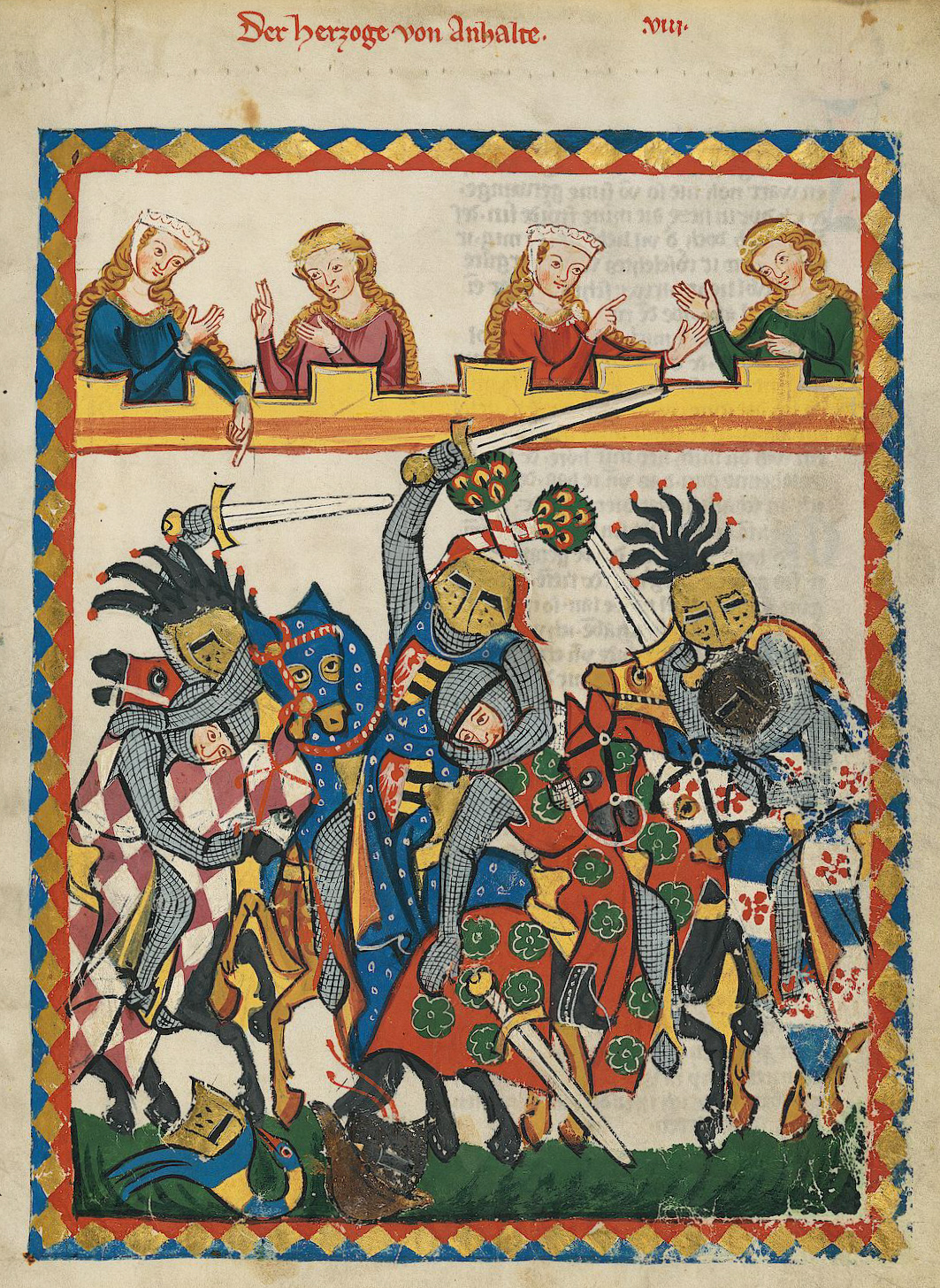
Książę Anhaltu, miniatura z Kodeksu Manesse, XIV w.

Linia hrabiów z Orlamünde wywodzi się od Hermana I, drugiego syna Albrechta Niedźwiedzia. Wygasła po 1486 roku na Fryderyku VI.
Od Bernarda III (zm. 1212) wywodzi się linia saska. W 1180 roku został on mianowany przez cesarza Fryderyka I Barbarossę księciem Saksonii. Linia ta podzieliła się na gałęzie. Od Albrechta II (zm. 1298, wnuk Bernarda III) pochodzili książęta ze Saksonii-Wittenbergi. W 1356 stali się jednymi z siedmiu elektorów Rzeszy. Linia ta wygasła w 1422 roku na Albrechcie III. Jego władztwo przejęli Wettynowie. Od Jana (zm. 1286, starszy brat Albrechta II), wywodzi się linia książąt ze Saksonii-Lauenburga. Jego potomkowie panowali tam do śmierci księcia Juliusza Franciszka w 1689 roku.

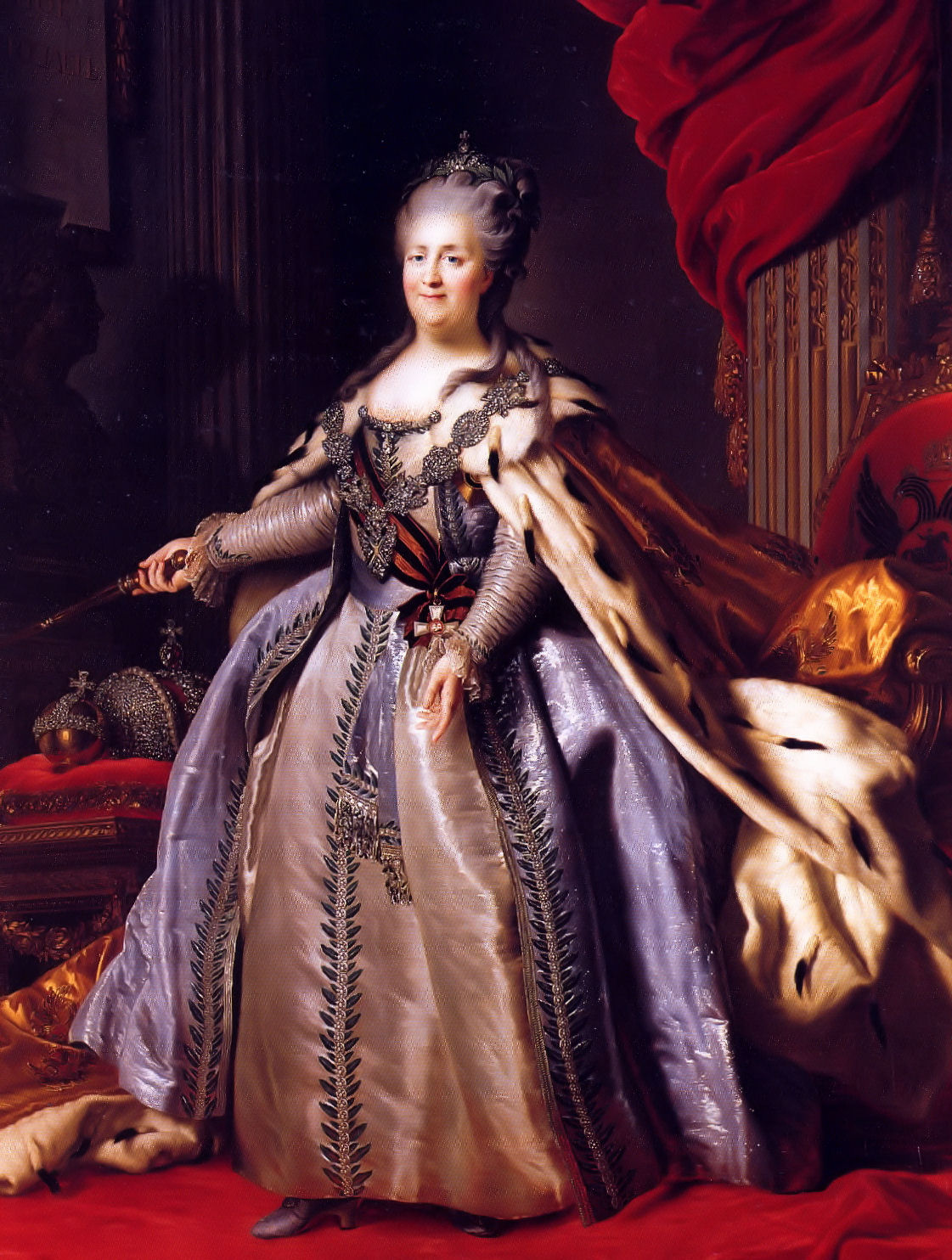
Katarzyna II

Linia książąt z Anhaltu wywodzi się od Henryka I (zm. 1252), najstarszego syna Bernarda III. Linia ta, silnie rozgałęziona, straciła na znaczeniu w kolejnych stuleciach. Do pierwszego podziału doszło już w XIII wieku. Powstały wówczas samodzielne księstwa: Anhalt-Bernburg (linia wygasła w 1468), Anhalt-Zerbst i Anhalt-Köthen (linia wygasła w 1475).
W XVI wieku książę Joachim Ernest z Anhaltu-Zerbst (zm. 1586) zjednoczył całe księstwo. Już jego synowie w 1603 roku dokonali podziału spadku. Linia książąt z Anhaltu-Zerbst wygasła w 1793 roku na Fryderyku Auguście. Jego starszą siostrą była Zofia Augusta Fryderyka (zm. 1796), znana bardziej jako imperatorowa Rosji Katarzyna II Wielka (panowała w latach 1762–1796). Linia książąt z Anhaltu-Bernburg wygasła w 1863 roku na księciu Aleksandrze Karolu. Linia książąt z Anhaltu-Köthen wygasła w 1847 roku na Henryku. W latach 1765–1847 należały do nich dobra pszczyńskie. Spadkobiercami tych dóbr była rodzina Hochberg z Książa. Książę Leopold I z Anhaltu-Dessau (zm. 1871) w 1863 roku został jedynym spadkobiercą pozostałych, wygasłych linii. Przyjął tytuł księcia Anhaltu. Ostatnim panującym był książę Joachim Ernest (1901–1947), który w 1918 roku został pozbawiony tronu. Jego syn, książę Edward (ur. 1941), ma tylko trzy córki, zatem dynastia jest bliska wygaśnięcia. 
Rodzina będzie istniała tylko w liniach morganatycznych i naturalnych, nie noszących już nazwiska Anhalt.

## Drzewo genealogiczne
|  |  |  |  |  |  |  |  |  |  |  |  |  |  |  |  |                                                          |                                                          |                                                          |                                                          |                                                          |                                                          |  |  |  |  |  |  | Esico hrabia Ballenstedt (zm. 1060)                                                |                                              |                                              |                                              |                                              |                                              |  |  |                                    |                                    |                                    |                                    |                                                                               |                                                                               |                                                                               |                                                                               |                                                                               |                                                                               |                              |                              |                              |                              |  |  |  |  |  |  |  |  |  |  |  |  |  |  |  |  |  |  |
|  |  |  |  |  |  |  |  |  |  |  |  |  |  |  |  |                                                          |                                                          |                                                          |                                                          |                                                          |                                                          |  |  |  |  |  |  |                                                                                    |                                              |                                              |                                              |                                              |                                              |  |  |                                    |                                    |                                    |                                    |                                                                               |                                                                               |                                                                               |                                                                               |                                                                               |                                                                               |                              |                              |                              |                              |  |  |  |  |  |  |  |  |  |  |  |  |  |  |  |  |  |  |
|  |  |  |  |  |  |  |  |  |  |  |  |  |  |  |  |                                                          |                                                          |                                                          |                                                          |                                                          |                                                          |  |  |  |  |  |  | Adalbert II hrabia Ballenstedt (zm. 1080)                                          |                                              |                                              |                                              |                                              |                                              |  |  |                                    |                                    |                                    |                                    |                                                                               |                                                                               |                                                                               |                                                                               |                                                                               |                                                                               |                              |                              |                              |                              |  |  |  |  |  |  |  |  |  |  |  |  |  |  |  |  |  |  |
|  |  |  |  |  |  |  |  |  |  |  |  |  |  |  |  |                                                          |                                                          |                                                          |                                                          |                                                          |                                                          |  |  |  |  |  |  |                                                                                    |                                              |                                              |                                              |                                              |                                              |  |  |                                    |                                    |                                    |                                    |                                                                               |                                                                               |                                                                               |                                                                               |                                                                               |                                                                               |                              |                              |                              |                              |  |  |  |  |  |  |  |  |  |  |  |  |  |  |  |  |  |  |
|  |  |  |  |  |  |  |  |  |  |  |  |  |  |  |  |                                                          |                                                          |                                                          |                                                          |                                                          |                                                          |  |  |  |  |  |  | Otton Bogaty hrabia Ballenstedt (zm. 1123)                                         |                                              |                                              |                                              |                                              |                                              |  |  |                                    |                                    |                                    |                                    |                                                                               |                                                                               |                                                                               |                                                                               |                                                                               |                                                                               |                              |                              |                              |                              |  |  |  |  |  |  |  |  |  |  |  |  |  |  |  |  |  |  |
|  |  |  |  |  |  |  |  |  |  |  |  |  |  |  |  |                                                          |                                                          |                                                          |                                                          |                                                          |                                                          |  |  |  |  |  |  |                                                                                    |                                              |                                              |                                              |                                              |                                              |  |  |                                    |                                    |                                    |                                    |                                                                               |                                                                               |                                                                               |                                                                               |                                                                               |                                                                               |                              |                              |                              |                              |  |  |  |  |  |  |  |  |  |  |  |  |  |  |  |  |  |  |
|  |  |  |  |  |  |  |  |  |  |  |  |  |  |  |  |                                                          |                                                          |                                                          |                                                          |                                                          |                                                          |  |  |  |  |  |  | Albrecht Niedźwiedź hrabia Ballenstedt i Anhalt margrabia Brandenburgii (zm. 1170) |                                              |                                              |                                              |                                              |                                              |  |  |                                    |                                    |                                    |                                    |                                                                               |                                                                               |                                                                               |                                                                               |                                                                               |                                                                               |                              |                              |                              |                              |  |  |  |  |  |  |  |  |  |  |  |  |  |  |  |  |  |  |
|  |  |  |  |  |  |  |  |  |  |  |  |  |  |  |  |                                                          |                                                          |                                                          |                                                          |                                                          |                                                          |  |  |  |  |  |  |                                                                                    |                                              |                                              |                                              |                                              |                                              |  |  |                                    |                                    |                                    |                                    |                                                                               |                                                                               |                                                                               |                                                                               |                                                                               |                                                                               |                              |                              |                              |                              |  |  |  |  |  |  |  |  |  |  |  |  |  |  |  |  |  |  |
|  |  |  |  |  |  |  |  |  |  |  |  |  |  |  |  |                                                          |                                                          |                                                          |                                                          |                                                          |                                                          |  |  |  |  |  |  |                                                                                    |                                              |                                              |                                              |                                              |                                              |  |  |                                    |                                    |                                    |                                    |                                                                               |                                                                               |                                                                               |                                                                               |                                                                               |                                                                               |                              |                              |                              |                              |  |  |  |  |  |  |  |  |  |  |  |  |  |  |  |  |  |  |
|  |  |  |  |  |  |  |  |  |  |  |  |  |  |  |  |                                                          |                                                          |                                                          |                                                          |                                                          |                                                          |  |  |  |  |  |  |                                                                                    |                                              |                                              |                                              |                                              |                                              |  |  |                                    |                                    |                                    |                                    |                                                                               |                                                                               |                                                                               |                                                                               |                                                                               |                                                                               |                              |                              |                              |                              |  |  |  |  |  |  |  |  |  |  |  |  |  |  |  |  |  |  |
|  |  |  |  |  |  |  |  |  |  |  |  |  |  |  |  | Otton I brandenburski margrabia Brandenburgii (zm. 1184) | Otton I brandenburski margrabia Brandenburgii (zm. 1184) | Otton I brandenburski margrabia Brandenburgii (zm. 1184) | Otton I brandenburski margrabia Brandenburgii (zm. 1184) | Otton I brandenburski margrabia Brandenburgii (zm. 1184) | Otton I brandenburski margrabia Brandenburgii (zm. 1184) |  |  |  |  |  |  | Hermann I hrabia Weimar-Orlamünde (zm. 1176)                                       | Hermann I hrabia Weimar-Orlamünde (zm. 1176) | Hermann I hrabia Weimar-Orlamünde (zm. 1176) | Hermann I hrabia Weimar-Orlamünde (zm. 1176) | Hermann I hrabia Weimar-Orlamünde (zm. 1176) | Hermann I hrabia Weimar-Orlamünde (zm. 1176) |  |  |                                    |                                    |                                    |                                    | Bernard III Askańczyk hrabia Anhalt i Aschersleben książę Saksonii (zm. 1212) | Bernard III Askańczyk hrabia Anhalt i Aschersleben książę Saksonii (zm. 1212) | Bernard III Askańczyk hrabia Anhalt i Aschersleben książę Saksonii (zm. 1212) | Bernard III Askańczyk hrabia Anhalt i Aschersleben książę Saksonii (zm. 1212) | Bernard III Askańczyk hrabia Anhalt i Aschersleben książę Saksonii (zm. 1212) | Bernard III Askańczyk hrabia Anhalt i Aschersleben książę Saksonii (zm. 1212) |                              |                              |                              |                              |  |  |  |  |  |  |  |  |  |  |  |  |  |  |  |  |  |  |
|  |  |  |  |  |  |  |  |  |  |  |  |  |  |  |  | Otton I brandenburski margrabia Brandenburgii (zm. 1184) | Otton I brandenburski margrabia Brandenburgii (zm. 1184) | Otton I brandenburski margrabia Brandenburgii (zm. 1184) | Otton I brandenburski margrabia Brandenburgii (zm. 1184) | Otton I brandenburski margrabia Brandenburgii (zm. 1184) | Otton I brandenburski margrabia Brandenburgii (zm. 1184) |  |  |  |  |  |  | Hermann I hrabia Weimar-Orlamünde (zm. 1176)                                       | Hermann I hrabia Weimar-Orlamünde (zm. 1176) | Hermann I hrabia Weimar-Orlamünde (zm. 1176) | Hermann I hrabia Weimar-Orlamünde (zm. 1176) | Hermann I hrabia Weimar-Orlamünde (zm. 1176) | Hermann I hrabia Weimar-Orlamünde (zm. 1176) |  |  |                                    |                                    |                                    |                                    | Bernard III Askańczyk hrabia Anhalt i Aschersleben książę Saksonii (zm. 1212) | Bernard III Askańczyk hrabia Anhalt i Aschersleben książę Saksonii (zm. 1212) | Bernard III Askańczyk hrabia Anhalt i Aschersleben książę Saksonii (zm. 1212) | Bernard III Askańczyk hrabia Anhalt i Aschersleben książę Saksonii (zm. 1212) | Bernard III Askańczyk hrabia Anhalt i Aschersleben książę Saksonii (zm. 1212) | Bernard III Askańczyk hrabia Anhalt i Aschersleben książę Saksonii (zm. 1212) |                              |                              |                              |                              |  |  |  |  |  |  |  |  |  |  |  |  |  |  |  |  |  |  |
|  |  |  |  |  |  |  |  |  |  |  |  |  |  |  |  |                                                          |                                                          |                                                          |                                                          |                                                          |                                                          |  |  |  |  |  |  |                                                                                    |                                              |                                              |                                              |                                              |                                              |  |  |                                    |                                    |                                    |                                    |                                                                               |                                                                               |                                                                               |                                                                               |                                                                               |                                                                               |                              |                              |                              |                              |  |  |  |  |  |  |  |  |  |  |  |  |  |  |  |  |  |  |
|  |  |  |  |  |  |  |  |  |  |  |  |  |  |  |  |                                                          |                                                          |                                                          |                                                          |                                                          |                                                          |  |  |  |  |  |  |                                                                                    |                                              |                                              |                                              |                                              |                                              |  |  |                                    |                                    |                                    |                                    |                                                                               |                                                                               |                                                                               |                                                                               |                                                                               |                                                                               |                              |                              |                              |                              |  |  |  |  |  |  |  |  |  |  |  |  |  |  |  |  |  |  |
|  |  |  |  |  |  |  |  |  |  |  |  |  |  |  |  | Linia na Brandenburgii (wymarła w 1320)                  | Linia na Brandenburgii (wymarła w 1320)                  | Linia na Brandenburgii (wymarła w 1320)                  | Linia na Brandenburgii (wymarła w 1320)                  | Linia na Brandenburgii (wymarła w 1320)                  | Linia na Brandenburgii (wymarła w 1320)                  |  |  |  |  |  |  | Linia na Weimar-Orlamünde (wymarła w 1486)                                         | Linia na Weimar-Orlamünde (wymarła w 1486)   | Linia na Weimar-Orlamünde (wymarła w 1486)   | Linia na Weimar-Orlamünde (wymarła w 1486)   | Linia na Weimar-Orlamünde (wymarła w 1486)   | Linia na Weimar-Orlamünde (wymarła w 1486)   |  |  | Linia na Saksonii (wymarła w 1689) | Linia na Saksonii (wymarła w 1689) | Linia na Saksonii (wymarła w 1689) | Linia na Saksonii (wymarła w 1689) | Linia na Saksonii (wymarła w 1689)                                            | Linia na Saksonii (wymarła w 1689)                                            |                                                                               |                                                                               | Linia na Anhalt (wciąż żyje)                                                  | Linia na Anhalt (wciąż żyje)                                                  | Linia na Anhalt (wciąż żyje) | Linia na Anhalt (wciąż żyje) | Linia na Anhalt (wciąż żyje) | Linia na Anhalt (wciąż żyje) |  |  |  |  |  |  |  |  |  |  |  |  |  |  |  |  |  |  |

## Podziały terytorialne ziem Askańczyków
- 1134 – Albrecht Niedźwiedź przejął władzę w Marchii Północnej.
- 1157 – Albrecht Niedźwiedź założył Marchię Brandenburską.
- 1170 – Śmierć Albrechta I Niedźwiedzia. Podział ziem między synów:
  - Otto – otrzymał Brandenburgię,
  - Hermann – otrzymał Orlamünde,
  - Adalbert – otrzymał Ballenstedt,
  - Dytryk – otrzymał Werben (?),
  - Bernard – otrzymał Aschersleben i gród Anhalt.

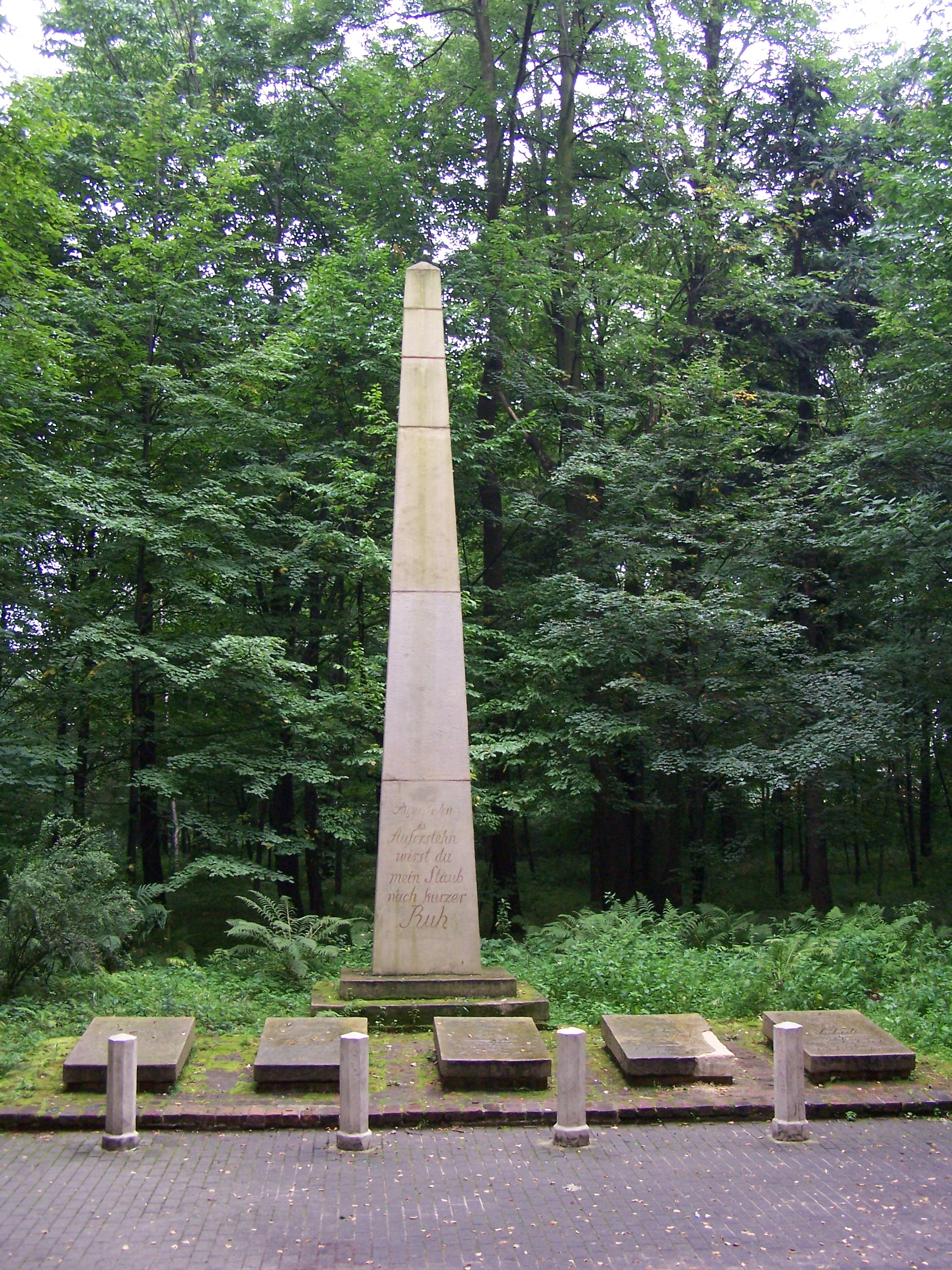
Nekropolia Anhaltów w Pszczynie

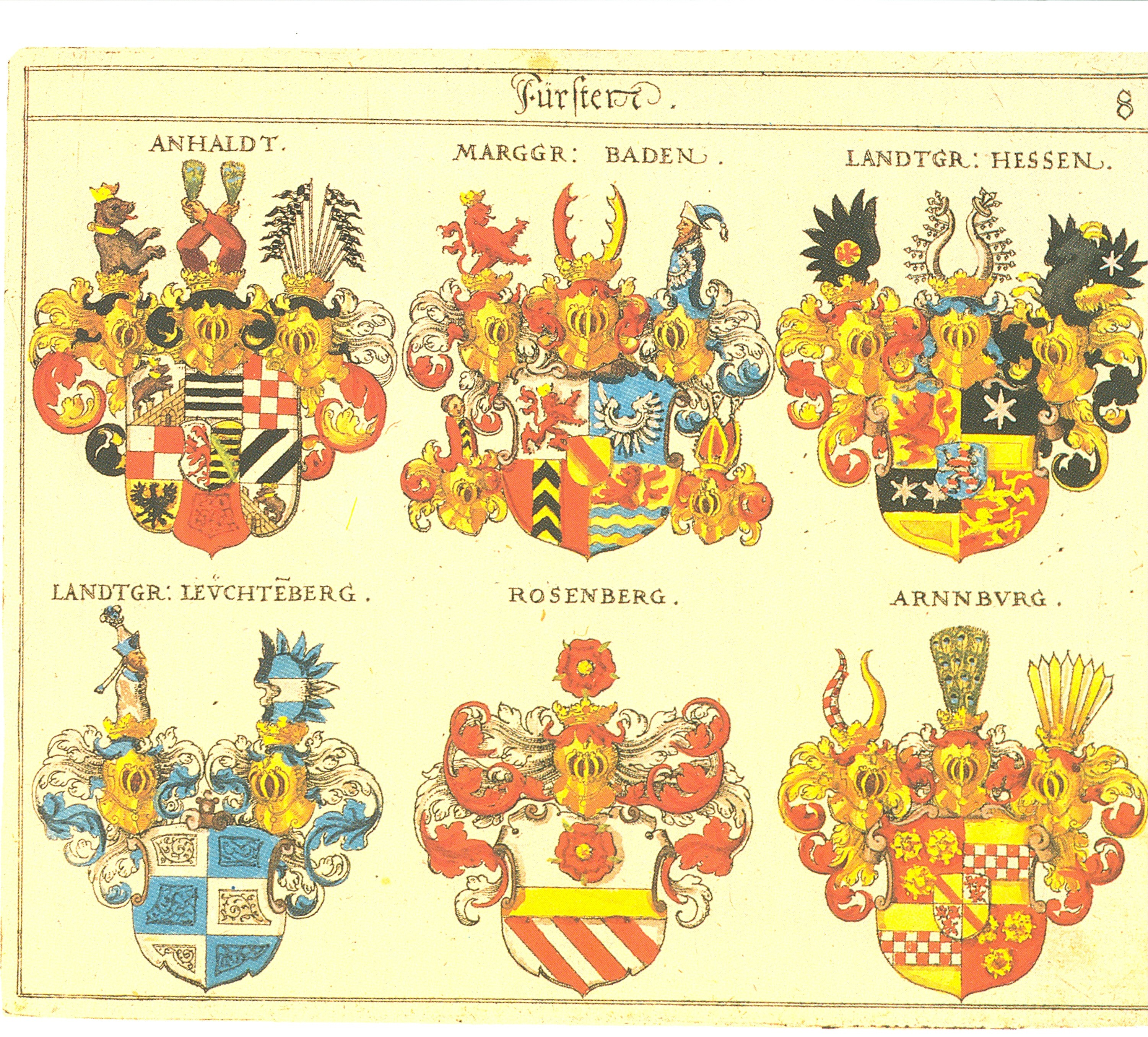
Karta herbarza J. Siebmachera z herbem księcia Anhaltu (pierwszy z lewej w górnym rzędzie), 1605

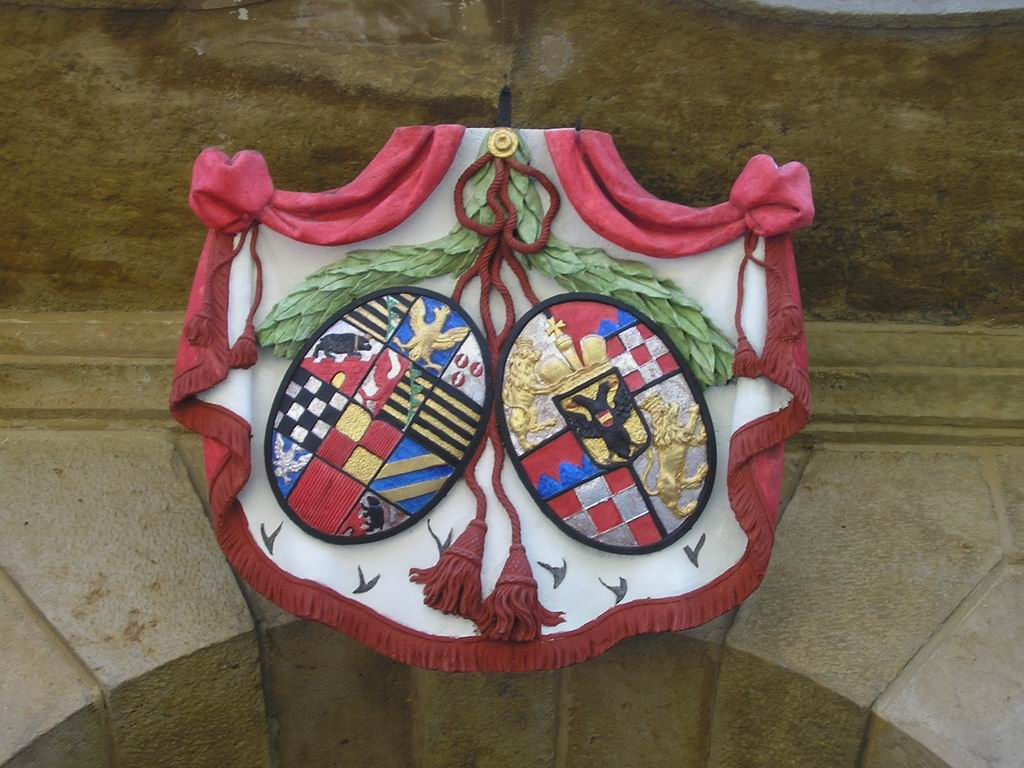
Herby Anhaltów i Hochbergów nad wejściem do zamku Książ

- 1172 – Bernard przejął po śmierci Adalberta Ballenstedt.
- 1177 – margrabia Brandenburgii został arcyszambelanem (arcypodkomorzym) Cesarstwa.
- 1180 – Bernard został księciem Saksonii.
- 1202 – Hrabia Orlamünde został lennikiem Danii jako hrabia Holsztynu.
- 1212 – śmierć Bernarda, podział ziem między synów:
  - Henryk otrzymał Anhalt,
  - Albrecht otrzymał Saksonię.
- 1248 – podział linii hr. Orlamünde na:
  - z Orlamünde – wygasła 1476 (1486?),
  - z Weimaru – wygasła 1373 (1372?).
- 1252/1265 – podział księstwa Anhaltu na:
  - Aschersleben (wygasła 1315),
  - Bernburg (wygasła 1468),
  - Anhalt-Köthen.
- 1255 – Otto III margrabia Brandenburgii odziedziczył Górne Łużyce z Budziszynem i Zgorzelcem.
- 1258/1260 – rozgałęzienie margrabiów Brandenburgii na linie:
  - ze Stendal (wygasła 1320),
  - z Salzwedel (wygasła 1317).
- 1296 – podział Saksonii między synów Albrechta I na:
  - księstwo Saksonii-Lauenburga (linia wygasła 1689),
  - księstwo Saksonii-Wittenbergi (linia wygasła 1422).
- 1302/1304 – margrabia Brandenburgii Herman odziedziczył Dolne Łużyce.
- 1307 – Albrecht I z Anhaltu-Köthen odziedziczył Zerbst/Anhalt (odtąd Anhalt-Köthen-Zerbst).
- 1315 – po wygaśnięciu linii na Aschersleben, jej ziemie włączono do ziem arcybiskupstwa Halberstadt (arcybiskupem był wtedy Albrecht z Anhaltu-Bernburg).
- 1320 – wygasła linia brandenburska Askańczyków; Brandenburgia po kilku latach przeszła pod władanie Wittelsbachów.
- 1346 – hrabiowie Orlamünde utracili ziemie w Turyngii wokół Weimaru.
- 1356 – książę Saksonii Rudolf II, na mocy „Złotej Bulli” został jednym z siedmiu elektorów Rzeszy.
- 1422 – wygasła linia książąt Saksonii; ziemie zostały przekazane Wettynom.
- 1468 – wygasła (starsza) linia książąt Anhaltu-Bernburg; jej ziemie włączono do księstwa Zerbst.
- ok. 1570 – książę Joachim Ernest z Anhaltu-Zerbst zjednoczył księstwo Anhaltu.
- po 1468 – wygasła linia hrabiów Orlamünde – dobra sprzedano landgrafom Turyngii.
- 1603/1606 – podział księstwa Anhaltu:
  - Jan Jerzy otrzymał Dessau,
  - Chrystian I otrzymał Bernburg (Saale) (linia wygasła 1863)
  - Rudolf I otrzymał Zerbst (linia wygasła 1793)
  - Ludwik otrzymał Köthen (linia wygasła 1665)
- 1611 – August (w 1603 bez przydziału) otrzymał Plötzkau.
- 1635 – od linii Anhalt-Bernburg oddzieliła się linia Harzgerode.
- 1665 – dobra linii Plötzkau przejęła linia Köthen.
- 1672–1675 – księżna Ludwika z Anhaltu-Dessau była regentką w śląskim księstwie Legnicy, Brzegu i Wołowa w imieniu syna, księcia Jerzego IV Wilhelma (ostatniego księcia z rodu Piastów).
- 1689 – wygasła linia książąt Saksonii-Lauenburg; jej ziemie przejęli książęta Brunszwiku i Lüneburga.
- 1709 – wygasła linia Harzgerode; jej ziemie wróciły do księstwa Anhalt-Bernburg.
- 1762–1796 – księżniczka Zofia Augusta Fryderyka z Anhaltu-Zerbst panowała w Rosji jako imperatorowa Katarzyna II Wielka.
- 1765 – książęta z Anhaltu-Köthen odziedziczyli po hrabiach von Promnitz dobra pszczyńskie i ustanowili tam swoją sekundogeniturę.
- 1793 – wygasła linia Anhalt-Zerbst.
- 1797 – podział dóbr; linia Anhalt-Dessau odziedziczyła Zerbst.
- 1806 – książęta z Anhaltu-Bernburg zostali wyniesieni do rangi księcia udzielnego (niem. Herzog) (najwyższy tytuł książęcy, przyznany jako ostatni w dziejach Świętego Cesarstwa Rzymskiego Narodu Niemieckiego).
- 1818 – książęta z Pszczyny odziedziczyli księstwo Anhalt-Köthen.
- 1846/1847 – księstwo pszczyńskie dziedziczą poprzez małżeństwo hrabiowie Hochberg z Książa.
- 1847 – wygasła linia Anhalt-Köthen; jej dobra odziedziczyła linia Anhalt-Dessau.
- 1863 – wygasła linia Anhalt-Bernburg; książęta z Dessau zjednoczyli księstwo Anhaltu, książę Leopold przyjął tytuł Herzog von Anhalt.
- 1918 – abdykacja księcia Anhaltu, proklamowanie republiki.

## Linie morganatyczne i naturalne
- rodzina von Berenhorst – potomkowie Leopolda I księcia z Anhaltu-Dessau (1693–1747), zwanego Alte Dessauer oraz Zofii Eleonory Söldner (1710–1779); linia wygasła na Wilhelmie von Berenhorst, zm. 5 I 1952 r.
- rodzina von Anhalt – potomkowie księcia Wilhelma Gustawa z Anhaltu-Dessau (1699–1737) oraz Marianny Scharadius; linia wygasła na Hermanie Fryderyku, zm. 1863 r.
- hrabiowie von Waldersee – potomkowie Leopolda III księcia z Anhaltu-Dessau (1740–1817) oraz Joanny Eleonory Hoffmeyer (1739–1816), linia istnieje do dziś
- hrabiowie von Westarp – potomkowie księcia Fryderyka Franciszka von Anhlat-Bernburg-Schumburg-Hoym (1769–1807) oraz jego morganatycznej małżonki Karoliny Westarp (1773–1818), linia istnieje do dziś.

## Literatura
- Słownik Dynastii Europy, pod red. J. Dobosza i M. Serwańskiego, Poznań 1999
- B. Schwineköper, W. Hoppe, Askanier, w: Neue Deutsche Biographie, Bd 1, Berlin 1953, s. 414